# Petty Harbour-Maddox Cove
Petty Harbour-Maddox Cove is een gemeente (town) in de Canadese provincie Newfoundland en Labrador. De gemeente ligt op het schiereiland Avalon aan de oostkust van het eiland Newfoundland.

## Geschiedenis
De eerste inwoners vestigden zich reeds in de 17e eeuw aan de oevers van Petty Harbour en Maddox Cove.
In 1898 begon de bouw van de Waterkrachtcentrale Petty Harbour, de allereerste waterkrachtcentrale van de Kolonie Newfoundland. Op 19 april 1900 begon de elektriciteitsproductie.
In 1969 riep de provincieoverheid het rural district Petty Harbour-Maddox Cove in het leven. De tot dan gemeentevrije plaatsen Petty Harbour en Maddox Cove werden zo verenigd onder één gemeentebestuur. Op basis van de Municipalities Act van 1980 werden rural districts als bestuursvorm afgeschaft en kreeg de gemeente automatisch de status van town.
Beide dorpen zijn historisch gezien vissersdorpen. Ook in de 21e eeuw blijft de vangst van kabeljauw en Chionoecetes-krabben een belangrijke inkomstenbron, al is een deel van de economie zich wel gaan richten op het toerisme.

## Geografie
De gemeente bestaat uit twee vlak bij elkaar gelegen dorpen, namelijk het zuidelijke Petty Harbour en het noordelijke Maddox Cove. Beide dorpen liggen aan een gelijknamige inham van Motion Bay (een baai aan de oostkust van Avalon) en worden omringd door heuvels.
Petty Harbour-Maddox Cove grenst in het oosten aan de Atlantische Oceaan en langs alle andere zijden aan het onbebouwde zuidoostelijke deel van het grondgebied van de provinciehoofdstad St. John's. De gemeente ligt 9 km ten zuidoosten van Downtown St. John's.

## Demografie
De gemeente maakt deel uit van de Metropoolregio St. John's, een van de enige delen van de provincie waar er zich de laatste jaren een demografische groei voordoet. De bevolkingsomvang van Petty Harbour-Maddox Cove bleef in de periode 1971–2021 vrij stabiel, schommelend rond de 900 à 1000 inwoners.
| Demografische ontwikkeling van Petty Harbour-Maddox Cove tussen 1971 en 2021 |
| ---------------------------------------------------------------------------- |
|                                                                              |
| Bron: Statistics Canada (1971–1986, 1991–1996, 2001–2006, 2011–2016, 2021)   |

### Taal
In 2021 hadden 930 inwoners (98,2%) van Petty Harbour-Maddox Cove het Engels als moedertaal; alle anderen waren die taal machtig. Hoewel slechts vijf mensen (0,5%) het Frans als moedertaal hadden, waren er 65 mensen die die andere Canadese landstaal konden spreken (6,9%). Zo'n 20 mensen waren een andere taal dan het Engels of Frans machtig.

## Galerij

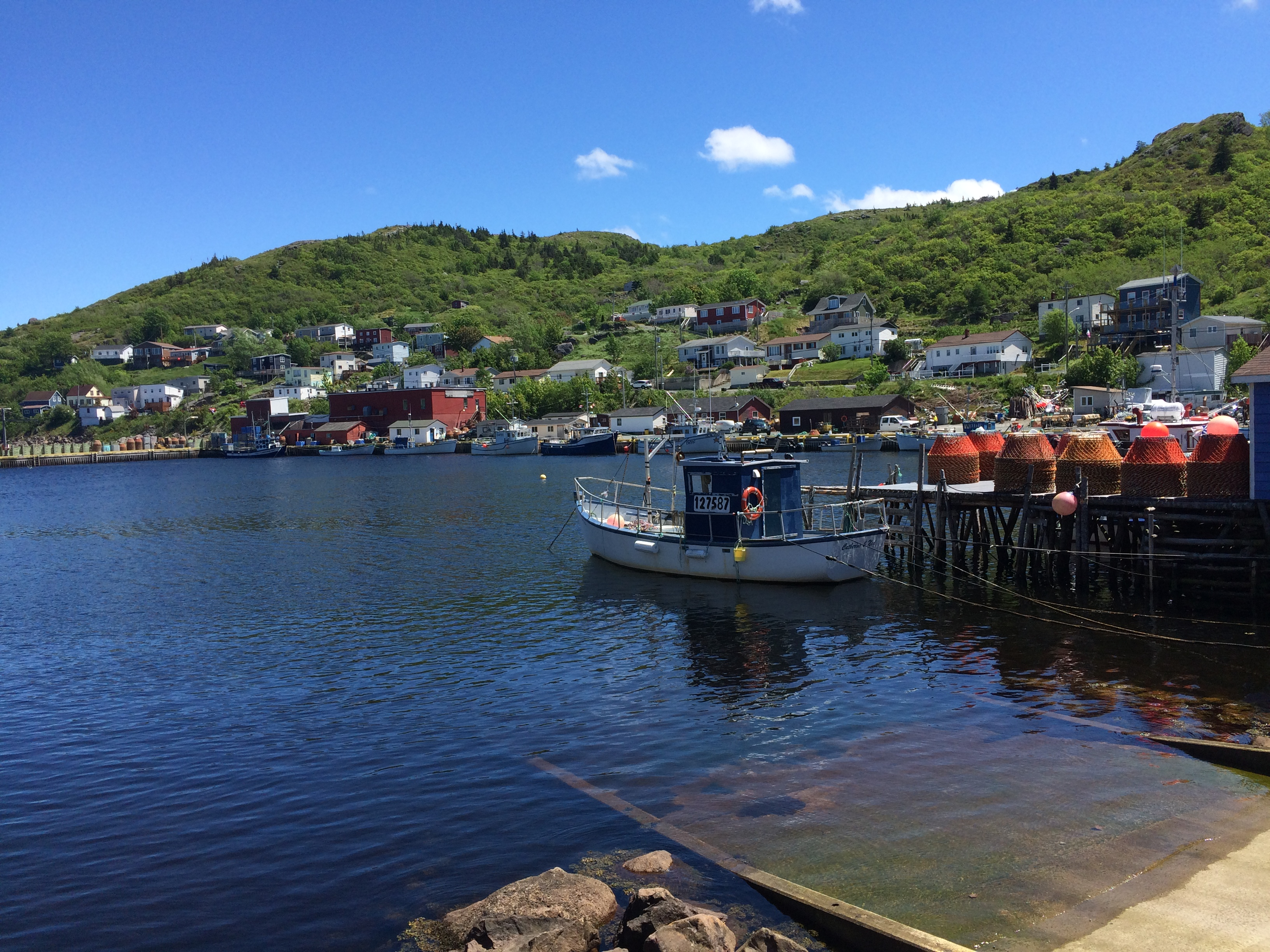
Haven van Petty Harbour
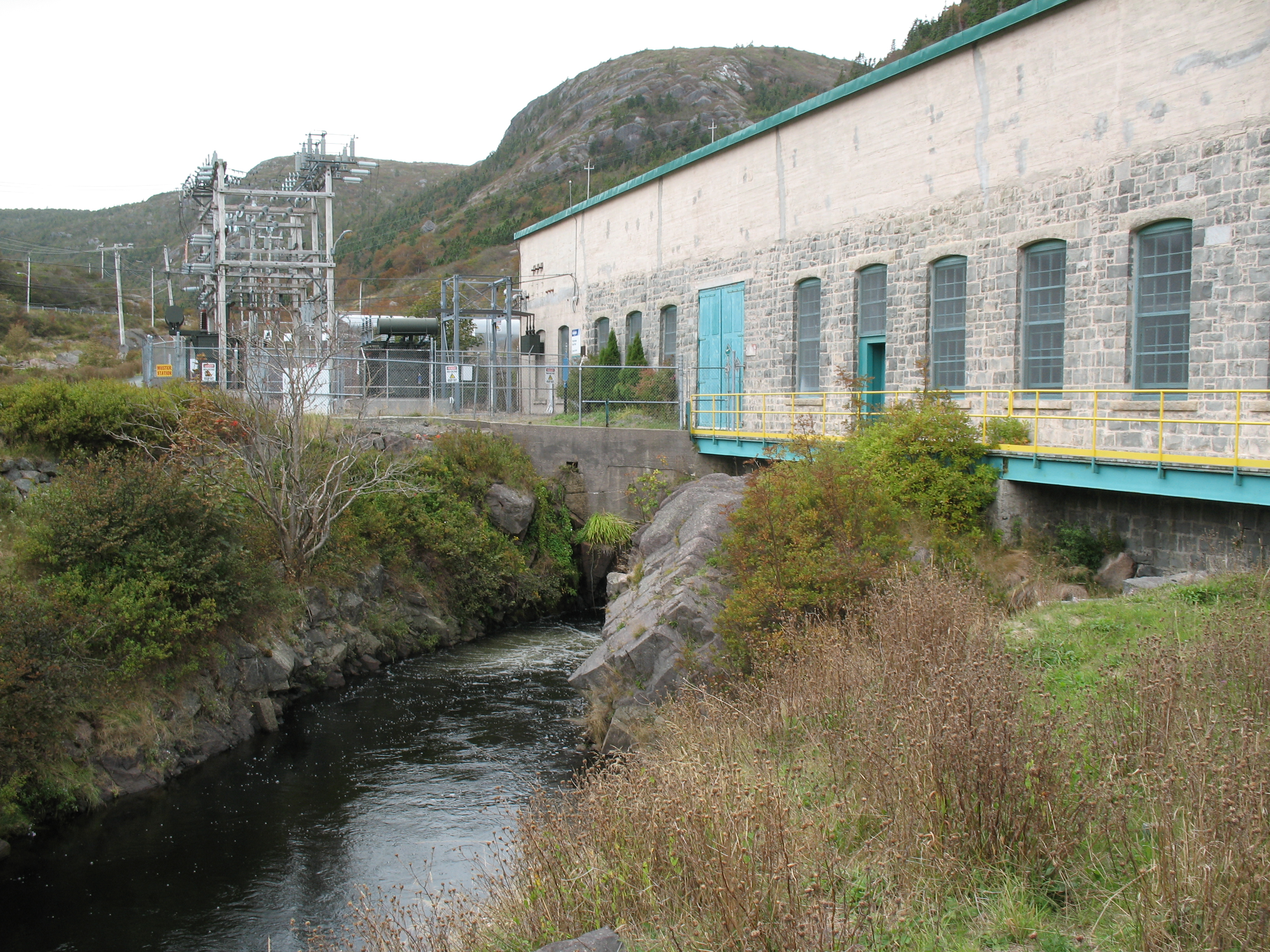
De waterkrachtcentrale van Petty Harbour
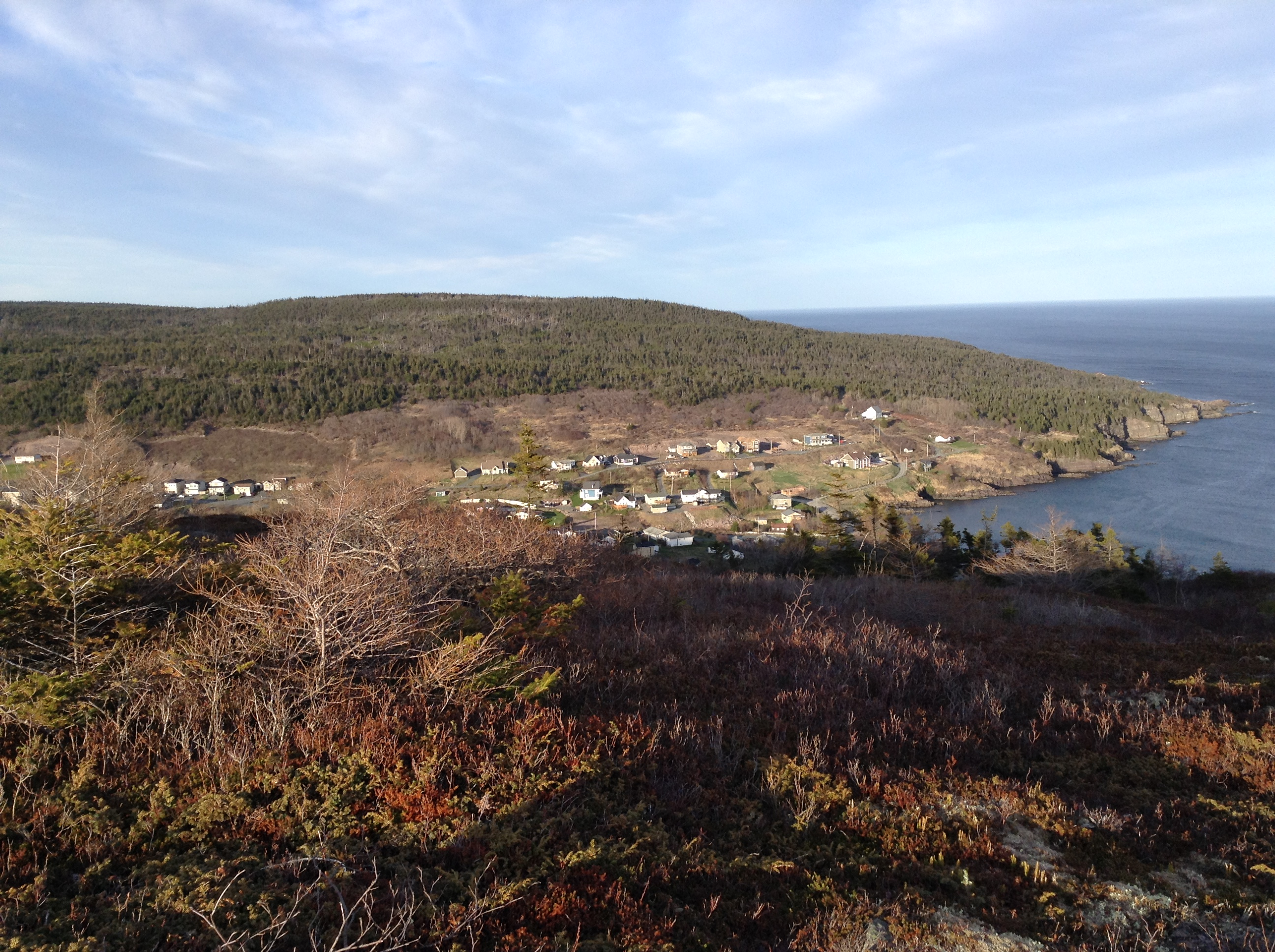
Zicht op Maddox Cove vanaf een heuveltop
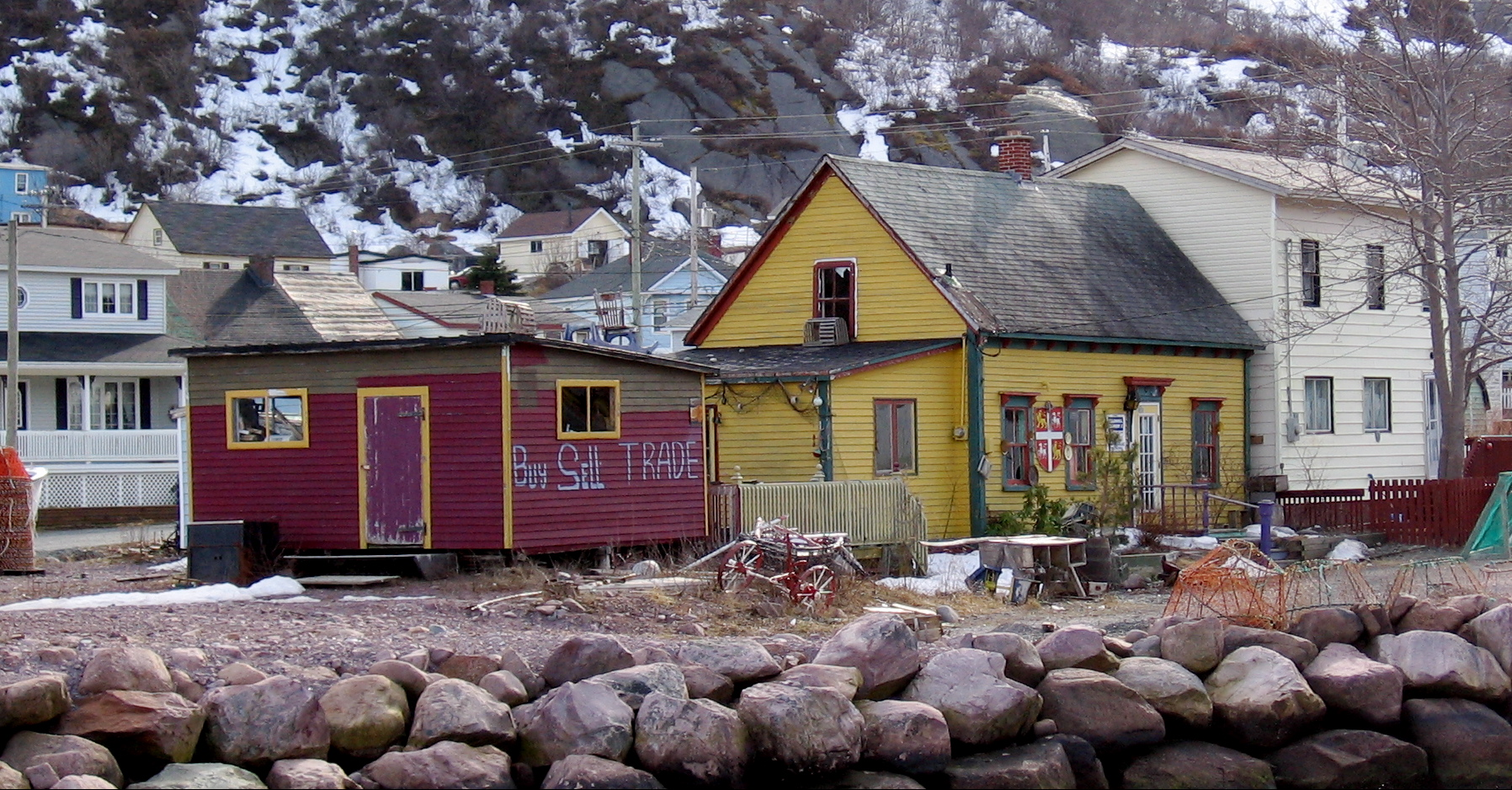
Typische kleurrijke gebouwen in Petty Harbour